# Isaac Stern
Isaac Stern (21. juli 1920 – 22. september 2001) var en russiskfødt amerikansk violinist. Stern var en af sin tids førende violinvirtuoser; men han spillede også meget kammermusik.
Han fik Léonie Sonnings Musikpris i 1982.